# コクランの定理
コクランの定理（Cochran's theorem）は、分散分析に用いる統計量の確率分布に関する結果を導出するために用いられる定理である。1937年にアメリカの統計学者ウィリアム・ゲメル・コクランによって発表された。

## 概要
標本{\displaystyle z_{1},z_{2},z_{3},\dotsc ,z_{n}}が独立に標準正規分布{\displaystyle N(0,1)}に従い、その2乗和が適当な係数{\displaystyle a_{ij}^{(k)}}を用いて
{\displaystyle \sum _{i=1}^{n}z_{i}^{2}=Q_{1}+Q_{2}+Q_{3}+\dotsb +Q_{s}Q_{k}=\sum _{i=1}^{n}\sum _{j=1}^{n}a_{ij}^{(k)}z_{i}z_{j}Q_{k}>0}
のように分解されたとする。{\displaystyle Q_{k}}の自由度を{\displaystyle n_{k}}とするとき、
1. {\displaystyle n_{1}+n_{2}+\dotsb +n_{s}=n}
2. {\displaystyle Q_{k}}はそれぞれ独立に自由度{\displaystyle n_{k}}のカイ二乗分布に従う。